# Tanaostigmodes mexicanus
Tanaostigmodes mexicanus är en stekelart som beskrevs av Lasalle 1987. Tanaostigmodes mexicanus ingår i släktet Tanaostigmodes och familjen Tanaostigmatidae. Inga underarter finns listade i Catalogue of Life.